# Cairn of Claise
Cairn of Claise är ett berg i Storbritannien.   Det ligger i kommunen Angus och riksdelen Skottland, i den norra delen av landet, 600 km norr om huvudstaden London. Toppen på Cairn of Claise är 1 064 meter över havet, eller 119 meter över den omgivande terrängen. Bredden vid basen är 2,6 km.
Terrängen runt Cairn of Claise är huvudsakligen kuperad.Runt Cairn of Claise är det glesbefolkat, med 12 invånare per kvadratkilometer. Närmaste större samhälle är Braemar, 13,0 km norr om Cairn of Claise. Trakten runt Cairn of Claise består i huvudsak av gräsmarker.